# Michael Angerschmid
Michael Angerschmid (* 24. února 1974, Schärding, Rakousko) je bývalý rakouský fotbalový záložník, který celou svou kariéru strávil v klubu SV Ried. S Riedem vyhrál v sezóně 1997/98 ÖFB-Cup (rakouský fotbalový pohár).
Po skončení aktivní hráčské kariéry se stal trenérem.